# Pavlovac (Subotica)
45°58′19″N 19°35′07″W / 45.971913°N 19.58519°W
Pavlovac ili Vantelek (mađ. Vámtelek) je naselje na sjeveru Bačke, u Vojvodini.

## Zemljopisni položaj
Proteže se južno od grada Subotice i Verušića, sjeverozapadno od Đurđina i sjeveroistočno od Žednika. Kroz zapadni dio Pavlovca prolazi rječica Krivaja.

## Povijest
Stare je knjige spominju kao pustaru koja pripada Subotici. Grad ju je dobio u posjed kad je Subotica dobila povelju o povlastici slobodnoga kraljevskog grada.
Pustara Pavlovac nije bila nenaseljena, jer još popisi obveznika desetine kaločkom nadbiskupu iz 1543. spominju ovaj kraj, s 25 obvezanih domova. Još je nekoliko popisa spominjalo Pavlovac kao naselje, a 1662. ga dokumenti bilježe kao opustjelo. Pretpostavlja se da je staro naselje bilo blizu današnje željezničke postaje.
Tijekom srednjeg vijeka se na ovom predjelu nalazio pavlinski samostan, na salašu Vece Čovića, potomka Đene Dulića, osnivača i prvog predsjednika najstarije kulturne ustanove u Bačkoj Pučke kasine. Kad je samostan prestao postojati 1598., redovnici su otišli sjevernije na sjever Ugarske u Ostrogon.
Povijesno je jednim od hrvatskih naselja u Bačkoj.
Na Pavlovcu mještani nalaze arheološke artefakte koji se prijavljuju nadležnima, ali se ne istražuju.
Na Pavlovcu se nalaze salaši hrvatskih obitelji Čovića, Dulića, Kolara, Ivandekića, Krmpotića.
Ovdje je svoje imanje imala obitelj vodoinženjera Josipa Kiša, graditelja Velikog Bačkog kanala.

## Promet
Kroz Pavlovac na zapadu je prolazila vicinalna željeznička pruga – ukinuta 1979. i demontirana tijekom 1990-ih godina – koja je išla iz Subotice kroz Đurđin, za Crvenku. U Pavlovcu je željeznička postaja istog imena. Istočno od Pavlovca je cesta koja vodi od Subotice kroz Žednik i dalje prema jugu.